# عماد مغنیه
عماد فایز مغنیه (۷ دسامبر ۱۹۶۲ – ۱۲ فوریه ۲۰۰۸) معروف به حاج رضوان، فرمانده کل نیروی نظامی حزب‌الله لبنان بود که در ۱۲ فوریه ۲۰۰۸ در انفجاری در دمشق، ترور شد. او مشهور به مرد سایه و یکی از رهبران نظامی حزب‌الله لبنان در جنگ ۲۰۰۶ اسرائیل و لبنان بود.

## زندگی
عماد مغنیه در ۷ دسامبر ۱۹۶۲ در محله شیاح بیروت بزرگ پایتخت لبنان زاده شد. پدرش «شیخ فائز مغنیه» از علمای برجسته شیعه لبنان بود. «جهاد» و «فؤاد» دو برادر وی بعدها در درگیری‌های لبنان و اسراییل کشته‌شدند. خانواده‌اش پس از مدتی از بیروت به صور در جنوب لبنان مهاجرت کردند و در آنجا عماد تحصیلات متوسطه و دبیرستان خود را گذراند. آغاز جنگ داخلی لبنان در ۱۹۷۵، عماد ۱۳ ساله جذب مبارزان فلسطینی اردوگاه‌های جنوب لبنان شد و سلاح سبک را هم دوره دید. چند سال پس از آن وارد دانشگاه آمریکایی بیروت (AUB) شد.
او در آغاز دهه ۸۰ میلادی به «نیروی ۱۷» شاخه نظامی الفتح یاسر عرفات سازمان آزادی‌بخش فلسطین پیوست که نیرویی ویژه بود و برای حفاظت از اشخاصی مانند یاسر عرفات، خلیل الوزیر و ابود ایاد تشکیل شده بود. اما در پی اشغال بیروت در سال ۱۹۸۲ از سوی اسرائیل، فعالان جنبش آزادی‌بخش فلسطین از لبنان خارج شدند. پس از محاصره ۳ ماهه بیروت که مبارزان فلسطینی از لبنان خارج شدند، عماد مغنیه سرخورده از مبارزه آنان، در لبنان ماند و با دوستان همفکرش گروه کوچک سازمان جهاد اسلامی (لبنان) را تأسیس کرد و در دهه ۸۰ میلادی به شیوه اطلاعاتی امنیتی خاص خودش به مبارزه با نیروهای غربی حاضر پرداخت.
یکی از برادران وی به نام جهاد در سال ۱۹۸۴ طی عملیاتی کشته شد. فؤاد برادر دیگرش نیز کشته شد. او در زندگی، علاقه‌مند معتقد به انقلاب شیعی ایران بود حتی در ۱۹۸۲ جهت دیدار با سید روح‌الله خمینی طی سفری به ایران آمد که به دلیل همزمانی با اتفاق حمله اسرائیل به لبنان مجبور به بازگشت شد. وی همچنین از مصطفی چمران تأثیر پذیرفته‌بود و خود را شاگرد وی می‌دانست.
عماد مغنیه صاحب ۸ فرزند است. جهاد، فاطمه و مصطفی از همسر اولش سعدی بدرالدین، اسرا، حسن و فؤاد از ازدواج با زینب عیاش (با نام مستعار وفا مغنیة) و حسین و زهرا از فتان لیبیه.

## اتهامات بین‌المللی
او در دهه ۸۰ میلادی به روش خود با نظامیان غربی و اسرائیلی درون لبنان مبارزه می‌کرد. وی از سوی دولت‌های آمریکا، اسرائیل و اتحادیه اروپا برای بمب‌گذاری ساختمان نظامیان اسرائیل در سال ۱۹۸۳، حمله به آسایشگاه تفنگداران دریایی آمریکا و مقر نیروهای حافظ صلح فرانسه در بیروت (که باعث کشته شدن بیش از ۳۵۰ نفر شد)، بحران گروگان‌گیری لبنان ده‌ها مقامات غربی در دهه ۸۰ در لبنان، هواپیماربایی TWA خطوط هوایی آمریکا در بیروت، و بمب‌گذاری مرکز یهودیان اسرائیل در آرژانتین در سال ۱۹۹۲، به عنوان یک «تروریست» تحت تعقیب بوده است.
در بخش مربوط به مغنیه در پایگاه اطلاع‌رسانی سازمان سیا آمده است: دو دهه است که عماد مغنیه سرنخ عملیات‌های ضدغربی شیعی را در دست دارد. میدان فعالیت این مرد تمامی جهان است. هیچ‌کس به اندازه مغنیه عملیات علیه هدف‌های غربی انجام نداده است پلیس فدرال آمریکا پس از کشف اثر انگشت او در هواپیمای ربوده شده ترنس ورلد ایرلاینز در سال ۱۹۸۵ وی را در لیست افراد مورد تعقیب، در رده بالاتر قرار داده و برای کشتن وی ۵ میلیون دلار مژدگانی تعیین نمود. مغنیه در ۲۰ سال گذشته از هدف‌های اصلی سرویس‌های امنیتی آمریکا بوده است و سیا ۲۵ میلیون دلار پاداش برای اطلاعاتی که منجر به دستگیری مغنیه شود، در نظر گرفته بود. تصاویری که تا قبل از مرگش از عماد مغنیه منتشر شده‌بود بسیار اندک به‌گونه‌ای که پلیس فدرال آمریکا (اف‌بی‌آی) مدعی شد شاید وی دو بار اقدام به جراحی پلاستیک بر روی صورت خود کرده باشد تا شناسایی نشود.
وی حتی در پاییز ۱۹۸۳ طی عملیاتی علیه آمریکا در کویت به اسارت درآمد، ولی موفق به فرار شد. حتی یکبار با شنود ارتش لبنان توانستند رد وی را در فرانسه بیابند و محلش در هتلی در پاریس کشف شد ولی اقدامی برای دستگیری انجام نشد.
مغنیه به دلیل تعلقات فکری از انقلاب اسلامی ایران روابط بسیار نزدیکی با ایران و سوریه داشت و احتمالاً تعدادی از عملیات‌های وی در راستای اهداف ایران بودند مانند: حمله به منافع آمریکا در کویت و گروگانگیری‌های غربی‌ها در لبنان (ر.ک. بحران گروگان‌گیری لبنان) که باعث امتیازگیری ایران از آمریکا در ماجرای مک‌فارلین شد و احتمالاً عملیات‌های اروپایی ضد اپوزیسیون و آمریکای جنوبی علیه یهودیان. سید علی خامنه‌ای، به دلیل تلاش‌های عماد مغنیه در راستای اهداف جمهوری اسلامی، از وی تقدیر کرده است.
موسی فخر روحانی مسوول سابق سفارت ایران در بیروت در مصاحبه‌ای با بولتن نیوز گفته است که عماد مغنیه و گروهش به تلافی گروگانگیری چهار دیپلمات ایرانی در لبنان (احمد متوسلیان و همراهانش)، دیوید اس. داج، رئیس دانشگاه آمریکایی بیروت را گروگان گرفته بودند.
منصور کوچک‌محسنی از پاسداران اعزامی به سوریه و لبنان نیز در مصاحبه‌ای اشاره کرده است که دو جوان که، یکی شان شبیه جهاد مغنیه (فرزند عماد مغنیه) بود، داج را که رئیس دانشگاهشان بود گروگان گرفتند تا با احمد متوسلیان مبادله شود.
گروه لبنانی جهاد اسلامی به رهبری عماد مغنیه، در ۱۸ بهمن ۱۳۶۲ در پاریس غلامعلی اویسی از فرماندهان ارشد ارتش شاهنشاهی ایران در دوران پهلوی که پس از انقلاب ۱۳۵۷ ایران به فرانسه گریخته بود را به همراه برادرش غلامحسین اویسی با شلیک گلوله به سر ترور کرد.

## حزب‌الله لبنان
مغنیه در دهه نود میلادی احتمالاً ۱۹۹۳، در زمان دبیرکلی سید حسن نصرالله در حزب‌الله، رسماً به حزب‌الله پیوست. او پس از اجرای موفقیت‌آمیز چند عملیات به عنوان فرمانده گارد حفاظت مقامات بلندپایه حزب‌الله منصوب شد و پس از آن به عنوان مسؤول عملیات ویژه حزب‌الله انتخاب شد. اسراییل همچنین مدعی شده است عملیات ربودن دو تن از نظامیان اسرائیلی در تابستان ۲۰۰۶ که به آغاز جنگ ۳۳ روزه اسرائیل و لبنان انجامید، از سوی عماد مغنیه طراحی و هدایت شده است.

## کشته شدن
در انفجاری که در ساعت ۲۲:۳۰ روز ۱۲ فوریه ۲۰۰۸ (۲۳ بهمن ۱۳۸۶) درون یک خودروی میتسوبیشی پاجروی نو و نقره‌ای‌رنگ در منطقه «کفر سوسه» و خیابان «الحدیقه» در دمشق رخ داد، عماد مغنیه کشته و ۲ نفر زخمی شدند. در این منطقه یک مدرسه ایرانی و یک مرکز پلیس و دفتر اصلی سازمان اطلاعات سوریه قرار دارد. پس از این واقعه حزب‌الله در بیانیه‌ای، اسرائیل را مسئول کشتن مغنیه دانست.
برخی خبرهای اولیه همراه‌بودن حسین خلیل، معاون سیاسی حزب‌الله لبنان با مغنیه را منتشر کرده بودند که شبکه خبری پرس تی‌وی در تماس با همسر حسین خلیل، این اخبار را تکذیب کرد. حزب‌الله نیز این خبر را تأیید نکرد.

### عاملان ترور
همسر عماد مغنیه، دولت سوریه را در قتل همسر خویش مقصر دانست و گفت چون خائنان سوری از پژوهش و تجسس بازجویان ایرانی پیرامون قتل همسر او جلوگیری کرده‌اند، همین اثباتی بر دست داشتن سوریه در قتل همسر اوست. پس از این واقعه حزب‌الله در بیانیه‌ای، اسرائیل را مسؤول ترور این مقام ارشد نظامی حزب‌الله دانست اما اسرائیل آن را رد کرد. جان مک‌کانل عضو DNI (اطلاعات ملی آمریکا)، احتمال داد که اختلافات داخلی حزب‌الله یا سوریه سبب قتل مغنیه شده است.
عبدالحلیم خدام، معاون پیشین رئیس‌جمهور سوریه نیز گفت نیروهای سوری در ترور عماد مغنیه نقش داشته‌اند.
ولید جنبلاط رهبر حزب سوسیالیست ترقی‌خواه لبنان، سوریه را متهم به دست‌داشتن در ترور عماد مغنیه فرمانده عملیاتی حزب‌الله کرد و گفت: «آنان با یکدیگر درگیر بوده و هر از چندی یکی از میان خود را در زاویه قرار می‌دهند.»
روزنامه واشینگتن پست در مقاله‌ای تفصیلی به تاریخ ۳۰ ژانویه ۲۰۱۵ نوشته است که این عملیات را سازمان اطلاعات مرکزی آمریکا (سیا) و سازمان اطلاعاتی خارجی اسرائیل (موساد) برنامه‌ریزی کرده بودند. بر اساس گزارش این روزنامه آمریکایی بمبی که باعث کشته شدن فرمانده پرسابقه حزب‌الله شده، مدت‌ها پیش در میدان مشق سیا در کارولینای شمالی آزمایش شده بود. این روزنامه می‌نویسد که دستور کتبی این عملیات را جرج بوش، رئیس‌جمهور وقت آمریکا صادر کرد و دادستان کل، مدیر اطلاعات ملی و مشاور امنیت ملی آمریکا آن را تأیید کردند.

### مراسم تشییع
مراسم تشییع عماد مغنیه ساعت ۱۴:۳۰ روز ۱۵ فوریه ۲۰۰۸ به وقت بیروت در ضاحیه برگزار شد. در این مراسم جمعیت فراوانی از نقاط مختلف لبنان به این بخش از بیروت آمده بودند و منوچهر متکی، وزیر امور خارجه ایران نیز حضور داشت و پیام‌های تسلیت مقام‌های ایرانی را خواند.